# 黃鍾 (龍山知縣)
黃鍾，清朝政治人物。江西新城縣人。
黃鍾為拔貢出身。乾隆二十九年（1778年）七月，出任湖南永順府龍山縣知縣。